# رامون یوی
رامون یوی (به کاتالان: Ramon Llull؛ کاتالان: [rəˈmon ˈʎuʎ]؛ به انگلیسی: Raymond Lully؛ زاده حدود ۱۲۳۲، مایورکا - درگذشته ۲۹ ژوئن ۱۳۱۵، مایورکا)، عارف و شاعر اهل کاتالونیا بود. نوشته‌هایش به گسترش زبان کاتالونیایی (از زبان‌های رومیایی) کمک کرد و نیز عرفان نوافلاطونی را در اروپای قرون وسطی تا قرن هفدهم تحت تأثیر قرار داد.
وی همچنین ابداع‌کننده روشی بود که در اصطلاح ars inveniendi veritatis (به معنی: هنر یافتن حقیقت)، نامیده می ‌شود. این ایده با به کارگیری روش علمی در مذهب عمدتاً دفاع از مذهب کاتولیک را در نظر داشت (نظیر علم کلام در آیین اسلام)؛ و نیز در وهله دوم می‌ کوشید تمام شاخه ‌های علم را به هم پیوند دهد. محیط زندگی وی به گونه‌ای بود که او از نزدیک با عالم اسلام ارتباط داشته باشد. هم با زبان عربی آشنا بود و هم تصوف اسلامی و عرفان شرقی. وی با سفر در بلاد آفریقای شمالی و به کارگیری روش استدلالی و علمی خود سعی در مجادله با علمای مسلمان و به کیش مسیحیت درآوردن مسلمانان آن مناطق می‌کرد. رامون به ترتیب در حدود سنین ۳۰ و بعد چهل سالگی، مدعی مشاهده رویاهایی شد که در نخستین آن مسیح را بر صلیب دیده بود که باعث گشت زندگی دنیوی‌اش را رها و وقف تبلیغ آیین مسیحیت کند و در دومین رؤیا (که به ادعای او در کوه رندا در مایورکا شاهدش بوده) جهان هستی را دیده، به گونه‌ای که که تماماً مظاهر الهی از خود بروز می‌داده.
در حد فاصل سال‌های ۱۳۰۵ تا ۱۳۰۸ اثر اصلی خود با نام Ars Magna (به معنی: هنر بزرگ)، را منتشر کرد که شامل این رساله هاست:
1. درخت علم:Arbor scientiae.
2. کتاب عروج و هبوط عقل: Liber de ascensu et descensu intellectus.

می‌گویند که او در تونس امروزی سنگسار شد و بعد جسد وی را به مایورکا منتقل کردند. به دلیل به کارگیری عقل و استدلال در دین، پاپ گرگوری نهم در سال ۱۳۷۶ میلادی تعالیم وی را محکوم کرد و دیگر کسی حق استفاده از آن تعالیم را نداشت  تا اینکه در قرن نوزدهم کلیسای رم در مورد وی تجدیدنظر کرد و حتی به تکریم او پرداخت. در فرهنگ کاتالونیایی، کتب تمثیلی وی با نام‌های Blanquerna (حدود ۱۲۸۴ م) و Felix (حدود ۱۲۸۸ م)، محبوبیت زیادی دارند. مجموعه آثار او به زبان کاتالونیایی که بالغ بر ۲۱ جلد می‌شود، در قرن بیستم تدوین و ویرایش شد.
وی از پیشگامان علوم رایانه محسوب می‌شود چنانچه او را از طراحان ماشین های نمایش نمادین چندگانه می‌دانند و صورتبندی‌های او در نمایش نمادین و شکل‌دهی پایگاه دانش عامل‌های هوش مصنوعی امروزین به نحوی انکارناپذیر حائز اهمیت تلقّی شده و هر دو مورد یادشده تأثیر به سزایی بر لایبنیتز داشته‌اند.